# Peter Singer
Peter Albert David Singer (Melbourne, Victoria; 6 de julio de 1946) es un filósofo utilitarista australiano. Es profesor de derecho y de filosofía en la Universidad de Monash (Melbourne).
Tras sus estudios iniciales en Australia, se traslada a la Universidad de Oxford, donde toma contacto con el utilitarismo ético mediante la lectura de autores en lengua inglesa, como Jeremy Bentham y John Stuart Mill. Allí participa en protestas contra la guerra de Vietnam, y también tiene lugar su «conversión» al vegetarianismo, por influencia de algunos estudiantes, que le despertaron el interés por los problemas en ética aplicada relativos al trato ético a los animales, el aborto, la eutanasia, la pobreza, la distribución de ingresos, la educación, entre otros.
Singer es desde 2009 miembro de Giving What We Can, una organización centrada en el altruismo eficaz cuyos miembros se comprometen a donar al menos el 10% de sus ingresos a organizaciones benéficas efectivas.

## Vida y carrera
Los padres de Singer fueron vieneses judíos que volaron a Australia en 1938 para escapar de la anexión de Austria por la Alemania nazi. Sus abuelos no fueron tan afortunados: los paternos fueron llevados a Łódź por los nazis, donde se pierde sus rastros. Su abuelo materno murió en Theresiendstadt.
El padre de Singer era importador de té y café, mientras su madre era médica. Asistió al Colegio Escocés. Después estudió leyes, historia y filosofía en la Universidad de Melbourne, obtuvo el grado académico en 1967. En 1969 recibió un MA (maestría en artes) por su tesis titulada ¿Por qué debería yo ser moral?.
Ganó una beca para estudiar en la Universidad de Oxford, obteniendo el bachillerato en Filosofía en 1971 con una tesis sobre la desobediencia civil, supervisada por R. M. Hare, y posteriormente, publicada como libro en 1973 (Democracia y Desobediencia civil). Después de ser lector (fellow) en la Universidad de Oxford, fue profesor visitante en la Universidad de Nueva York por 16 meses. Volvió a Melbourne en 1977, donde ha ejercido por mayor tiempo su carrera. Ha trabajado en la Universidad de Monash y en instituciones ligadas a ella, y en 1999 obtuvo la cátedra DeCamp de bioética en el Center of Human Values de la Universidad de Princeton, en EE. UU. Desde 1993 es líder de la plataforma animalista Proyecto Gran Simio, y autor del libro del mismo nombre junto con la pensadora italiana Paola Cavalieri.
En 2022 fue galardonado con el Premio Fundación BBVA Fronteras del Conocimiento en la categoría de Humanidades y Ciencias Sociales.

## Liberación animal

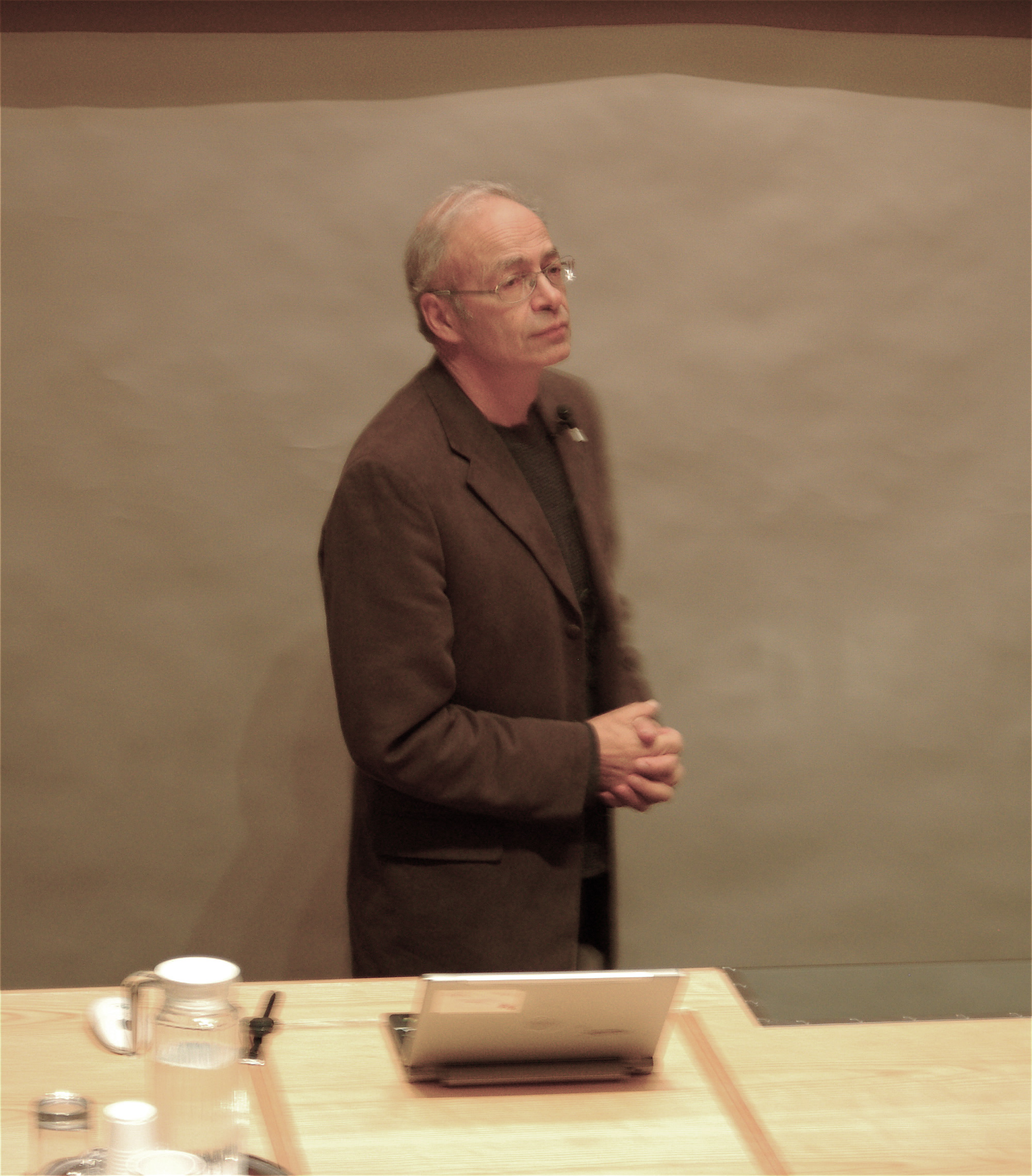
Peter Singer en la Universidad de Oxford.

Liberación animal (publicado en inglés en 1975; edición española en 1999) ejerció una influencia decisiva en las organizaciones que luchan por los derechos de los animales. Singer acepta la justificación de la existencia de los derechos mediante la derivación de principios utilitaristas, en particular mediante la aplicación del principio de minimización del sufrimiento. Singer acepta que los derechos de los animales no siempre coinciden con los derechos humanos, así escribe en Liberación animal: «Sin duda existen diferencias importantes entre los humanos y otros animales, y éstas originarán diferencias en los derechos que poseen». Singer ve un paralelismo entre los derechos de los animales y los derechos de la mujer; así comienza esta obra con el análisis de una comparación realizada por Thomas Taylor contra Mary Wollstonecraft en el siglo XVIII. Según Taylor, si el razonamiento de Wollstonecraft en defensa de los derechos de la mujer eran correctos, entonces también «las bestias» deberían poseer derechos. Taylor creyó haber reducido al absurdo la tesis de Wollstone. Singer ve en el análisis una implicación lógica; el modus tollens de Taylor es el modus ponens de Singer.
En Liberación animal Singer se opone a lo que denomina especismo: discriminación a un ser vivo por el solo hecho de pertenecer a una determinada especie. Defiende el derecho a una igual consideración de todos los seres capaces de sufrir. Así considera que conceder menor consideración a seres porque tengan alas o pelaje no es más justo que discriminar a alguien por el color de su piel. En concreto, expone que mientras que los animales dan muestra de menor inteligencia que el ser humano medio, muchos seres humanos con discapacidad intelectual grave muestran una inteligencia comparable a la animal, y que por ello la inteligencia no justifica que se otorgue menor consideración a los seres no humanos que a los humanos con discapacidad intelectual. Singer no condena específicamente que se utilicen animales para el consumo humano, siempre que los métodos que se utilicen para matarlos no conlleven ningún tipo de sufrimiento, pero concluye que la solución más práctica, para evitar controversias, es adoptar una dieta vegetariana o conforme al veganismo. Singer condena también la vivisección, aunque cree que algún experimento animal puede ser aceptable si el beneficio (mejora de tratamientos médicos etc.) supera al daño causado a los animales utilizados. Dado el carácter subjetivo del término «beneficio», ésta —y cualquier otra visión utilitarista— son objeto de controversia. No obstante Singer explicita cuáles seres humanos que sientan de forma parecida a los animales podrían ser objeto de experimentación si se aplica la regla de que el beneficio supere al sufrimiento. Así un mono y un bebé podrían ser igualmente utilizables para experimentos, desde un punto de vista moral y en igualdad de condiciones. Si realizar un experimento con un bebé no es justificable, Singer defiende que tampoco lo es con animales, en cuyo caso los investigadores deberían hacer sus experimentos haciendo simulaciones con ordenadores o mediante otros métodos. Respecto a la vivisección, la considera solo ligeramente especista al tener en cuenta que la pertenencia a una misma especie puede ser causa justificable que lleve a la decisión de utilizar al animal no humano.

## Ética práctica
Su libro más extenso Ética práctica analiza en detalle por qué y cómo deben sopesarse los intereses de los individuos. Su principio de la consideración igual de intereses no dictamina la igualdad de tratamiento de estos intereses, porque diferentes intereses determinan un tratamiento diferente. Por ejemplo: todos tienen interés en evitar el dolor, pero pocos tienen interés en cultivar sus habilidades. Su principio justifica no sólo el diferente tratamiento para intereses diferentes, sino que permite diferentes tratamientos para el mismo interés cuando disminuye la utilidad marginal, por ejemplo, el interés por alimentarse de una persona hambrienta es superior al mismo interés de alguien satisfecho en su alimentación y que momentáneamente siente hambre.

### Intereses humanos relevantes
Entre los intereses humanos más importantes están evitar el dolor, desarrollar las habilidades, satisfacer las necesidades básicas de comida y albergue, disfrutar de relaciones interpersonales provechosas, ser libre de escoger según las propias preferencias sin interferencia, y «muchos otros intereses». Pero el interés fundamental por el que pide un tratamiento igualitario es por la capacidad de «sufrir y/o disfrutar». Sostiene que los intereses siempre deben evaluarse en función de las características concretas del ser. Favorece un modelo de vida tipo «viaje» que sopese el error de vivir la vida por grados, lo que frustra las metas de la vida. El modelo de «viaje» es tolerante con un cierto grado de frustración de los deseos y explica por qué las personas que han emprendido sus viajes no son reemplazables. Solamente el interés personal en continuar viviendo explica el sentido de este modelo. Éste también explica la prioridad que Singer da a los intereses por sobre los deseos y placeres triviales. Requiere la idea de un punto de vista imparcial para comparar los intereses. Ha vacilado sobre si el objetivo preciso es la cantidad total de intereses satisfechos o el interés más satisfecho entre los seres que ya existen antes de que se tomara la decisión. La segunda edición de Ética práctica contradice lo sugerido en la primera edición, en que el total y la existencia previa de decisiones deben combinarse. En la segunda edición se defiende el utilitarismo de la preferencia y la satisfacción, incorporando el modelo del «viaje» y aplicando sin invocar la primera edición. Pero los detalles son borrosos y Singer mismo admite que no está «enteramente satisfecho» con este tratamiento.

### Justificación conductual
La conducta ética está justificada por razones que van más allá de la prudencia para «algo más grande que lo meramente individual». Singer identifica esto que va más allá de las razones morales como «algo universal», específicamente en la frase «amar al prójimo como a ti mismo», interpretado por él como una demanda para considerar los intereses personales, con el mismo peso con que otros consideran sus propios intereses. Esta universalización, que Singer dibuja desde Kant hasta Hare, es esencial para separarlo de los pensadores como Hobbes o David Gauthier, que empatizan razón y prudencia. La universalización lleva directamente al utilitarismo, dice Singer, con la fuerza de la reflexión de que el propio interés no puede contar más que los intereses de los otros, los que uno debe sopesar y actuar de manera de maximizar los intereses de los afectados. La universalización de Singer aplicada a los intereses sin referencia a quién los ostente, mientras que la kantiana se aplica al juicio racional de los agentes (en el reino de los fines kantiano o la posición original de Rawls), Singer considera la universalización kantiana como injusta para los animales no humanos. Como para los hobbesianos, Singer da una respuesta al final de la Ética práctica, arguyendo que las razones del auto-interés apoyan la adopción de un punto de vista moral, como la paradoja del hedonismo, que aconseja que la felicidad se encuentra más que se busca, y la mayoría de las personas siente necesidad de relacionarse a algo más grande que sus propias preocupaciones.

### Propuestas pragmáticas
Ética práctica incluye un capítulo que aboga por la redistribución radical de la riqueza para paliar la pobreza absoluta (capítulo 8: «Ricos y pobres»), y otro sobre el caso de reubicación de refugiados a larga escala en países industrializados (capítulo 9: «Los de dentro y los de fuera»). Mientras que la naturaleza, el medio ambiente «no sintiente» no tiene valor intrínseco para un utilitario como Singer, la degradación medio ambiental es una profunda amenaza para la vida sintiente, y por esta razón los ambientalistas tienen derecho a hablar de la naturaleza salvaje como un «herencia de la humanidad».

## Aborto, eutanasia e infanticidio
Tuvo la audacia de analizar, filosóficamente, todo tipo de disyuntivas prácticas delicadas, como el aborto, la eutanasia e inclusive el asunto tabú del infanticidio: "¿Es necesario mantener la vida de un vegetal humano con discapacidad psíquica profunda?".
Consistente con su teoría ética general, Singer sostiene que el derecho a la vida está graduado y definido por ser persona, lo que significa que es un ser racional y autoconsciente. Desde su punto de vista, el argumento central contra el aborto es equivalente al siguiente silogismo:
- Está mal matar a un ser humano inocente
- El feto humano es un ser humano inocente
- Entonces, está mal matar a un feto humano[24]

En su libro Repensar la vida y la muerte, Singer afirma que, a primera vista, el silogismo se deduce correctamente. Singer afirma que la mayoría de los que creen que el aborto no está mal, atacan la segunda premisa, sugiriendo que el embrión se vuelve «humano» en algún punto posterior a la concepción. Sin embargo, Singer argumenta que el desarrollo es un proceso gradual y que no es posible determinar «el» momento en el que comienza la «vida humana».
Singer difiere en su posición con respecto a otros ponentes del aborto en que en vez de atacar la segunda premisa, él ataca la primera, negando que esté mal quitar una vida humana inocente. Su argumento contra el silogismo «clásico» es que, mientras el feto es a todas luces un miembro de la especie humana, no es una persona, definida como un ser consciente de sí mismo que se reconoce en el tiempo. Mientras la pertenencia a la especie humana no es relevante, sí que lo es la condición de persona. Singer afirma que los argumentos a favor o en contra del aborto deberían estar basados en el cálculo utilitario que sopese las preferencias de una madre contra las preferencias del feto o embrión. En su visión, una preferencia es cualquier cosa que se busca obtener o evitar; toda forma de beneficio o daño causado a un ser corresponde directamente con la satisfacción o frustración de una o más de sus preferencias. Dado que la capacidad de experimentar sensaciones de sufrimiento o satisfacción es un prerrequisito para tener cualquier preferencia, y el feto, al menos hasta alrededor de las 18 semanas es incapaz de sufrir o sentir satisfacción alguna, no es posible para tal feto el tener preferencia alguna. En un cálculo utilitario, no hay nada que sopesar contra las preferencias de la madre para tener un aborto, por tanto el aborto es moralmente permisible.
Del mismo modo, Singer argumenta que los recién nacidos carecen de las características esenciales para ser considerados personas: "la racionalidad, la autonomía y la conciencia de sí mismo" y, por tanto, "matar a un bebé recién nacido no es equivalente a matar a una persona, es decir, un ser que quiere seguir viviendo". Singer defiende que los padres deberían tener la posibilidad de quitar la vida a los bebes con discapacidades graves. “Por supuesto, el infanticidio debe ser excepcional y estrictamente controlado de forma legal, pero no se debería excluir, como no se excluye el aborto”
Singer clasifica la eutanasia como voluntaria, involuntaria y no voluntaria. La eutanasia voluntaria es la que cuenta con el consentimiento del sujeto involucrado, la involuntaria es la que se ejerce contra la voluntad del sujeto involucrado y, por último, la no voluntaria es la que se realiza sin la voluntad del sujeto involucrado porque se encuentra incapaz de dar un consentimiento (ejemplo del coma). Singer solamente considera éticamente justificados los casos en que el sujeto es o ha sido capaz de dar su consentimiento y lo ha dado de manera explícita y los casos en que el sujeto nunca ha sido capaz de dar su consentimiento en absoluto (ejemplo de los niños anencéfalos).
El libro Repensando la vida y la muerte: el colapso de nuestra ética tradicional ofrece un exhaustivo examen de los dilemas éticos relacionados con los avances de la medicina. En él cuestiona el valor y la calidad de la vida humana como valores en relación con el aborto y otros controversiales dilemas éticos. [ISBN-13: 978-0-312-14401-2]

## Pobreza mundial
En Hambre, riqueza y moral, Singer arguye que es moralmente indefendible la injusticia de que algunas personas vivan en abundancia mientras otras mueren de hambre. Singer propone que toda persona capaz de ayudar a los pobres debiera donar parte de sus ingresos a asociaciones de ayuda a los pobres y otros esfuerzos similares. Singer razona que, cuando uno vive de manera confortable, una nueva compra para aumentar la comodidad carecerá de la importancia moral de salvar la vida de otra persona (Un punto de contención es hasta qué punto una persona puede decir que vive «confortablemente» y en la obra no se deja especificidad de este ítem). Singer mismo declara que dona un 25% de sus ingresos a instituciones de ayuda pública como OXFAM y UNICEF. En la reflexión sobre este tema que hace en Ética práctica, declara:

Si nos es posible prevenir algo malo sin sacrificar nada de importancia comparable, debemos hacerlo; la pobreza absoluta es mala; cada uno de nosotros puede aliviar un poco de pobreza absoluta sin sacrificar nada de importancia moral comparable; entonces, cada uno debemos aliviar alguna fracción de la pobreza absoluta.
Singer

## Otros temas

### Zoofilia
En 2001, Singer aclara el artículo de Midas Dekker "Dearest Pet: On Bestiality", diciendo que «las actividades de mutua satisfacción» de naturaleza sexual pueden darse eventualmente entre humanos y animales. Singer explica que Dekker cree que la zoofilia podría ser ilegal si involucra lo que él considera como «crueldad», pero que de otro modo no causa horror ni rechazo.
Como sea, Singer no respalda esta posición, sino que la explica. Cree que mientras el sexo entre especies no es normal ni natural, no constituiría una transgresión de nuestro estatus como seres humanos, porque los seres humanos son animales, más específicamente, grandes simios. Algunos grupos religiosos y organizaciones por los derechos animales han condenado sus declaraciones, mientras que Sarah Boxer, perteneciente a la organización PETA, ha expresado su apoyo con precauciones. Otra organización, como Igualdad Animal, ha rechazado la zoofilia denunciando que "debería valorarse como una violación infantil", según indicó José Valle, su portavoz.

### Psicología social
Singer también ha trabajado en el campo de la psicología social. Sus escritos han aparecido en Greater Good Magazine, publicados en el Greater Good Science Centar de la Universidad de California-Berkeley. Las contribuciones de Singer incluyen la interpretación de la investigación científica en las raíces de la compasión, el altruismo y las relaciones humanas pacíficas. El artículo de Singer «¿Puedes hacer el bien comiendo bien?» examina la ética de alimentarse de productos de procedencia local.

### Biología evolutiva y política liberal
En Un darwiniano de izquierda, Singer traza un plan para la política de izquierda adaptando los principios del darwinismo y la biología evolutiva. Dice que la psicología evolutiva sugiere que los humanos tienden naturalmente al auto interés. Además, alega que a pesar de la evidencia de estas tendencias egoístas es natural, no deben ser tomadas como un derecho. Concluye que la teoría de juegos (el estudio matemático de la estrategia) y los experimentos psicológicos dan esperanzas que este autointerés de las personas les permita hacer sacrificios a corto plazo para el bien de otros, si la sociedad provee de las condiciones adecuadas. Singer arguye que aunque el ser humano sea egoísta y demuestre tendencias competitivas naturales, tiene una capacidad sustancial para la cooperación, y que esto es también una selección evolutiva importante.

## Metaética y cuestiones teóricas
El pensamiento de Singer también se ha enfocado en temas de meta ética y teoría, incluyendo el por qué un sistema ético debería ser escogido sobre otros. En El círculo que se expande, arguye que la evolución de la sociedad humana da apoyo al punto de vista utilitarista. En este ámbito, el razonamiento ético ha existido desde los tiempos primitivos haciendo que las bandas cooperen, se comprometan y hagan decisiones grupales de supervivencia. Argumenta: «En una pelea entre miembros de un grupo formado por seres razonantes, la demanda por la razón es la demanda por una justificación que pueda ser aceptada por el grupo como un todo». Por esto, la consideración de los intereses de los otros ha sido parte necesaria de la experiencia humana. Singer cree que el análisis contemplativo pueda hacernos aceptar el utilitarismo:

Si he visto que desde un punto de vista ético soy sólo una persona dentro de la sociedad, y mis intereses no son más importantes desde el punto de vista de la totalidad, como los intereses mismo de mi propia sociedad, estoy listo para ver que, desde un punto de vista más amplio, mi sociedad es sólo una más entre diferentes sociedades, y los intereses de mi propia sociedad no son más importantes, desde una perspectiva más global, que los intereses similares de los miembros de otras sociedades... Tomando el elemento imparcial en el razonamiento ético para su conclusión lógica, significa primero, aceptar que debemos tener preocupación por la igualdad de todos los seres humanos.

Singer dice que viéndose a uno mismo como igual a otros en una sociedad, y al mismo tiempo viendo a esta sociedad como fundamentalmente superior a otras sociedades, puede causar disonancia cognitiva. Este es el sentido en que la razón puede empujar a las personas a aceptar una postura utilitarista más amplia. Críticos como Ken Binmore dicen que la disonancia cognitiva aparentemente no es tan fuerte, desde que las personas usualmente -y a sabiendas- ignoran los intereses de sociedades lejanas como similares a los propios, y que este «debe» se aplica solamente si se acepta la premisa básica de Singer de la igualdad de varios intereses.
Una línea alternativa tomada por Singer acerca de la necesidad de la ética es que vivir la vida ética puede ser, para todos, más satisfactorio que buscar solo ganancias materiales. Invoca la paradoja hedonista, notando que aquellos que buscan obtener beneficios materiales rara vez encuentran la felicidad que buscan. Teniendo un propósito más amplio en la vida se puede obtener más felicidad en el mediano plazo. En esta cuenta, el comportamiento imparcial de autosacrificio importa especialmente en vistas del propio interés analizado desde perspectivas más amplias.
Singer también arguye implícitamente que una férrea defensa del utilitarismo no es crucial en su trabajo. En Hambre, riqueza y moralidad comienza diciendo que le gustaría ver hasta qué punto un aparentemente inocuo y bien respaldado principio puede llevarnos: el principio de que renunciando a un pequeño placer podamos aliviar el dolor de otro. No podemos negar que este principio implica radicales conclusiones -por ejemplo, de que la gente rica es muy inmoral si no renuncian a ciertos lujos para donar su dinero a la lucha contra el hambre. Si este razonamiento es válido, o no es muy inmoral preferir pequeños lujos frente salvar muchas vidas, o esas personas ricas son muy inmorales. Como Singer arguye en el mismo ensayo, independientemente de la solidez de su defensa del utilitarismo, su argumento tiene valor en la medida en que expone el conflicto entre las creencias y acciones de muchas personas.

## Críticas
La posición de Singer ha sido criticada y desafiada por muchos grupos, preocupados por lo que ven como un ataque a la dignidad humana, desde defensores de los discapacitados hasta grupos provida y personas que consideran que no se puede quitar a la religión del debate ético.
Algunos argumentan que el utilitarismo de Singer es un llamado a la eugenesia. El economista americano Steve Forbes cesó sus donaciones a la Universidad de Princeton en 1999 porque Singer alcanzó por honores un puesto en la institución. El cazador de nazis Simon Wiesenthal escribió a los organizadores suizos de un libro al que Singer fue invitado a escribir que «un profesor de ética...que justifica el derecho a matar a recién nacidos incapacitados... en mi opinión es inaceptable para representar a personas de vuestro nivel». Marc Maurer, presidente de la Federación Nacional de la Ceguera, organización central para los ciegos en Estados Unidos, criticó fuertemente a Singer por apoyar la eutanasia de bebés discapacitados, lo que podría llevar a que otros adultos o niños discapacitados sean evaluados bajo una línea de valor.
Algunos comentaristas han expresado su desaprobación por el artículo publicado por Singer revisando la discusión sobre la zoofilia.
Filósofos y éticos de otras escuelas, como la deontología o la ética de la virtud, han encontrado en el trabajo de Singer argumentos contra el utilitarismo y el consecuencialismo (la asunción de que la moralidad del acto debe evaluarse en función de sus consecuencias). Su reclamo es que el utilitarismo puede dejar la puerta abierta a la eugenesia o el infanticidio bajo ciertas circunstancias. Singer ha argumentado que muchas personas lo juzgan por lecturas de segunda mano y frases cortas sacadas de contexto, no por la lectura de sus libros o artículos.
Margaret Somerville explica cómo las personas, como Singer, que abogan por la legalización de la eutanasia, en su opinión confunden deliberadamente la suspensión de un tratamiento ética y legalmente aceptable, y la aplicación de un tratamiento necesario para aliviar el dolor pero que podría acortar la vida, con matar intencionadamente al paciente.
Singer ha experimentado las complejidades de muchos de estos temas en su propia vida. Su madre sufrió la enfermedad de Alzheimer. Él dijo: «Creo que esto me ha hecho ver cuán difíciles son estos temas para las personas que lo sufren». En una entrevista con Ronald Bailey, publicada en diciembre del 2000, explicó que él no era la única persona que debía tomar decisiones sobre su madre, pues tiene una hermana. Dijo que si de él dependiera, probablemente su madre no estaría viva. (La señora murió poco después). Este incidente ha dado lugar a acusaciones de hipocresía en su contra.
Algunos defensores de los derechos animales han realizado diversas críticas a los planteamientos de Peter Singer. Así, autores como Joan Dunayer o Gary Francione se oponen al utilitarismo de Singer. Defienden, igual que Singer, que el hecho de poseer la capacidad de sentir supone tener intereses que deben ser respetados, pero sostienen que no está justificado el uso de animales no humanos aun cuando ello pudiera redundar en un beneficio social. Asimismo, Peter Singer defiende una reforma de la legislación que afecta a los animales no humanos, mientras que los defensores de los derechos animales rechazan el mismo concepto de propiedad aplicado a los animales.
Acerca de la ética práctica que propone Singer, el filósofo español Fernando Savater comenta «El problema es cuando la ética se proyecta exclusivamente sobre la salvaguardia de lo sensorial. En Singer parece que lo importante es que se salvaguarde del dolor, del proceso del dolor, a los seres que pueden descubrirlo, lo cual yo no creo que sea verdad ni entre los seres humanos. Ni siquiera de los humanos creo que la única ética sea la de evitar sin más el dolor».
Singer ha participado en debates públicos, acerca de la existencia de Dios o el fundamento de la moralidad, con otros profesores como John Lennox o Dinesh D'Souza.

## Publicaciones
- Animal Liberation: A New Ethics for our Treatment of Animals, New York Review/Random House, New York, 1975; Cape, London, 1976; Avon, New York, 1977; Paladin, London, 1977; Thorsons, London, 1983. Harper Perennial Modern Classics, New York, 2009.
- What Should a Billionaire Give — and What Should You, The New York Times, 2006
- Democracy and Disobedience, Clarendon Press, Oxford, 1973; Oxford University Press, New York, 1974; Gregg Revivals, Aldershot, Hampshire, 1994
- Animal Rights and Human Obligations: An Anthology (co-editor with Thomas Regan), Prentice-Hall, New Jersey, 1976. 2nd revised edition, Prentice-Hall, New Jersey, 1989
- Practical Ethics, Cambridge University Press, Cambridge, 1979; second edition, 1993. ISBN 0-521-22920-0 0521297206
- Marx, Oxford University Press, Oxford, 1980; Hill & Wang, New York, 1980; reissued as Marx: A Very Short Introduction, Oxford University Press, 2000; also included in full in K. Thomas (ed.), Great Political Thinkers: Machiavelli, Hobbes, Mill and Marx, Oxford University Press, Oxford, 1992
- Animal Factories (co-author with James Mason), Crown, New York, 1980
- The Expanding Circle: Ethics and Sociobiology, Farrar, Straus and Giroux, New York, 1981; Oxford University Press, Oxford, 1981; New American Library, New York, 1982. ISBN 0-19-283038-4
- Hegel, Oxford University Press, Oxford and New York, 1982; reissued as Hegel: A Very Short Introduction, Oxford University Press, 2001; also included in full in German Philosophers: Kant, Hegel, Schopenhauer, Nietzsche, Oxford University Press, Oxford, 1997
- Test-Tube Babies: a guide to moral questions, present techniques, and future possibilities (co-edited with William Walters), Oxford University Press, Melbourne, 1982
- The Reproduction Revolution: New Ways of Making Babies (co-author with Deane Wells), Oxford University Press, Oxford, 1984. revised American edition, Making Babies, Scribner's New York, 1985
- Should the Baby Live? The Problem of Handicapped Infants (co-author with Helga Kuhse), Oxford University Press, Oxford, 1985; Oxford University Press, New York, 1986; Gregg Revivals, Aldershot, Hampshire, 1994. ISBN 0-19-217745-1
- In Defence of Animals (ed.), Blackwells, Oxford, 1985; Harper & Row, New York, 1986. ISBN 0-631-13897-8
- Ethical and Legal Issues in Guardianship Options for Intellectually Disadvantaged People (co-author with Terry Carney), Human Rights Commission Monograph Series, no. 2, Australian Government Publishing Service, Canberra, 1986
- Applied Ethics (ed.), Oxford University Press, Oxford, 1986
- Animal Liberation: A Graphic Guide (co-author with Lori Gruen), Camden Press, London, 1987
- Embryo Experimentation (co-editor with Helga Kuhse, Stephen Buckle, Karen Dawson and Pascal Kasimba), Cambridge University Press, Cambridge, 1990; paperback edition, updated, 1993
- A Companion to Ethics (ed.), Basil Blackwell, Oxford, 1991; paperback edition, 1993
- Save the Animals! (Australian edition, co-author with Barbara Dover and Ingrid Newkirk), Collins Angus & Robertson, North Ryde, NSW, 1991
- The Great Ape Project: Equality Beyond Humanity (co-editor with Paola Cavalieri), Fourth Estate, London, 1993; hardback, St Martin's Press, New York, 1994; paperback, St Martin's Press, New York, 1995
- How Are We to Live? Ethics in an Age of Self-interest, Text Publishing, Melbourne, 1993; Mandarin, London, 1995; Prometheus, Buffalo, NY, 1995; Oxford University Press, Oxford, 1997
- Ethics (ed.), Oxford University Press, Oxford, 1994
- Individuals, Humans and Persons: Questions of Life and Death (co-author with Helga Kuhse), Academia Verlag, Sankt Augustin, Germany, 1994
- Rethinking Life and Death: The Collapse of Our Traditional Ethics, Text Publishing, Melbourne, 1994; St Martin's Press, New York, 1995; reprint 2008. ISBN 0-312-11880-5 Oxford University Press, Oxford, 1995
- The Greens (co-author with Bob Brown), Text Publishing, Melbourne, 1996
- The Allocation of Health Care Resources: An Ethical Evaluation of the "QALY" Approach (co-author with John McKie, Jeff Richardson and Helga Kuhse), Ashgate/Dartmouth, Aldershot, 1998
- A Companion to Bioethics (co-editor with Helga Kuhse), Blackwell, Oxford, 1998
- Ethics into Action: Henry Spira and the Animal Rights Movement, Rowman and Littlefield, Lanham, Maryland, 1998; Melbourne University Press, Melbourne, 1999
- Bioethics. An Anthology (co-editor with Helga Kuhse), Blackwell, 1999/ Oxford, 2006
- A Darwinian Left, Weidenfeld and Nicolson, London, 1999; Yale University Press, New Haven, 2000. ISBN 0-300-08323-8
- Writings on an Ethical Life, Ecco, New York, 2000; Fourth Estate, London, 2001. ISBN 0-06-019838-9
- Unsanctifying Human Life: Essays on Ethics (edited by Helga Kuhse), Blackwell, Oxford, 2001
- One World: The Ethics of Globalization, Yale University Press, New Haven, 2002; Text Publishing, Melbourne, 2002; 2nd edition, pb, Yale University Press, 2004; Oxford Longman, Hyderabad, 2004. ISBN 0-300-09686-0
- Pushing Time Away: My Grandfather and the Tragedy of Jewish Vienna, Ecco Press, New York, 2003; HarperCollins Australia, Melbourne, 2003; Granta, London, 2004
- The President of Good and Evil: The Ethics of George W. Bush, Dutton, New York, 2004; Granta, London, 2004; Text, Melbourne, 2004. ISBN 0-525-94813-9
- How Ethical is Australia? An Examination of Australia's Record as a Global Citizen (with Tom Gregg), Black Inc, Melbourne, 2004
- The Moral of the Story: An Anthology of Ethics Through Literature (co-edited with Renata Singer), Blackwell, Oxford, 2005
- In Defense of Animals. The Second Wave (ed.), Blackwell, Oxford, 2005
- The Way We Eat: Why Our Food Choices Matter, Rodale, New York, 2006 (co-author with Jim Mason); Text, Melbourne; Random House, London. Auudio version: Playaway. ISBN 1-57954-889-X
- Eating (co-authored with Jim Mason), Arrow, London, 2006
- Stem Cell Research: the ethical issues. (co-edited by Lori Gruen, Laura Grabel, and Peter Singer. New York: Blackwells. 2007.
- The Bioethics Reader: Editors' Choice. (co-editor with Ruth Chadwick, Helga Kuhse, Willem Landman and Udo Schüklenk). New York: Blackwells. 2007.
- The Future of Animal Farming: Renewing the Ancient Contract (with Marian Stamp Dawkins, and Roland Bonney) 2008. New York: Wiley-Blackwell.
- The Life You Can Save: Acting Now to End World Poverty. New York: Random House 2009
- Practical Ethics, second edition. Cambridge University Press. En español: Ética Práctica. Ediciones AKAL, 2009 ISBN 978-84-460-3069-0
- Ethics into Action: Henry Spira and the Animal Rights Movement. Melbourne University Press. En español: Ética en Acción. Henry Spira, el activista que doblegó a las multinacionales. Ediciones, Plaza y Valdés, 2022 ISBN   978-84-171-2163-1